# Influenza russa del 1977
L'influenza russa del 1977 fu una pandemia influenzale segnalata per la prima volta dall'Unione Sovietica nel 1977 e durò fino al 1979. L'epidemia di influenza nella Cina settentrionale è iniziata nel maggio 1977, leggermente prima dello scoppio nell'Unione Sovietica. La pandemia ha colpito soprattutto la popolazione di età inferiore ai 25 o 26 anni e si stima che abbia causato la morte di circa 700.000 persone in tutto il mondo.
L'influenza russa è stata causata da un ceppo del virus influenzale H1N1 che somigliava molto a un ceppo influenzale circolante in tutto il mondo tra il 1946 e il 1957. L'analisi genetica, e diverse caratteristiche insolite dell'influenza russa del 1977, hanno spinto molti ricercatori a ipotizzare che il virus si sia diffuso tra la popolazione a causa di un incidente di laboratorio.

## Storia della pandemia
Nel maggio 1977 si è verificata un'epidemia di influenza nel nord della Cina, tra cui Liaoning, Jilin e Tianjin. Il ceppo è stato isolato e determinato dai ricercatori cinesi come H1N1, che ha colpito principalmente gli studenti delle scuole medie e primarie che non avevano immunità al virus H1N1. Poco dopo lo scoppio in Cina è seguita un'epidemia di influenza in Siberia dell'Unione Sovietica. L'Unione Sovietica è stata il primo paese a denunciare l'epidemia all'Organizzazione Mondiale della Sanità (la Repubblica popolare cinese non è stata membro dell'OMS fino al 1981), e quindi la pandemia è stata chiamata "influenza russa".
L'influenza russa si diffuse nel Regno Unito nel 1977 e poi raggiunse gli Stati Uniti nel gennaio 1978. Anche se le infezioni sono state osservate nelle scuole e nelle basi militari negli Stati Uniti, ci sono state poche segnalazioni di infezione nelle persone di età superiore ai 26 anni e il tasso di mortalità negli individui affetti era basso.
Dalla fine del 1977, il ceppo H1N1 ha iniziato a circolare con il ceppo H3N2 negli esseri umani, come influenza stagionale.

## Virologia
Dopo il 1957, il ceppo H1N1 non circolò in tutto il mondo fino alla sua ricomparsa nel 1977. Il ceppo del 1977 era quasi identico (ma non uguale) al ceppo degli anni '50. A causa di questo fatto, insieme ad altre caratteristiche insolite, è opinione diffusa che il virus sia stato divulgato al pubblico in un incidente di laboratorio (potrebbe essere stato preventivamente congelato in qualche laboratorio). Tuttavia, l'Organizzazione mondiale della sanità così come gli scienziati in Cina e nell'Unione Sovietica avevano negato la teoria della perdita di laboratorio.
Esistono anche altre teorie sull'origine del virus, come il virus è stato un rilascio deliberato come arma biologica da parte di scienziati sovietici o un incidente di prova di un vaccino. D'altra parte, alcune ricerche suggeriscono che il ceppo riemergente del 1977 circolasse per circa un anno prima del rilevamento.

## Mortalità
Su 100.000 abitanti, 5 persone sono morte di "influenza russa", inferiore al tasso di mortalità dell'influenza stagionale (6 su 100.000). La maggior parte delle persone infette aveva meno di 26 o 25 anni. Si stima che 700.000 persone siano morte a causa della pandemia influenzale russa in tutto il mondo.  Ma alcuni stimano che il bilancio delle vittime sia di appena 10.000.